# San Carlos, Zacapoaxtla
San Carlos är en ort i Mexiko.   Den ligger i kommunen Zacapoaxtla och delstaten Puebla, i den sydöstra delen av landet, 170 km öster om huvudstaden Mexico City. San Carlos ligger 1 580 meter över havet och antalet invånare är 237.
Terrängen runt San Carlos är kuperad åt sydost, men åt nordväst är den bergig. Runt San Carlos är det ganska tätbefolkat, med 129 invånare per kvadratkilometer. Närmaste större samhälle är Zaragoza, 15,9 km söder om San Carlos. Omgivningarna runt San Carlos är en mosaik av jordbruksmark och naturlig växtlighet.